# Южная Дакота
Ю́жная Дако́та (англ. South Dakota, американское произношение: [ˌsaʊθ dəˈkoʊtə] (слушать)о файле) — штат, расположенный на Среднем Западе США. Назван в честь индейских племён Лакота и Дакота (Сиу). Южная Дакота стала штатом 2 ноября 1889 года (одновременно с Северной Дакотой). Столица штата — город Пирр, крупнейший город — Су-Фолс.

## География
Южная Дакота расположена на севере центральной части США. Площадь штата 199 905 км².
На севере Южная Дакота граничит с Северной Дакотой, на востоке — с Миннесотой и Айовой, на юге — с Небраской, на западе — с Вайомингом и Монтаной.

### Регионы и геология
Южная Дакота делится на три региона: восточная Южная Дакота (Eastriver), западная Южная Дакота (Westriver) и Блэк-Хилс («Чёрные холмы»). Река Миссури служит своеобразной границей между двумя основными частями Южной Дакоты не только в географическом, но и в социальном и политическом смыслах. Сами жители Южной Дакоты считают Блэк-Хилс частью региона Westriver, хотя в географическом плане Блэк-Хилс значительно отличается от других регионов Южной Дакоты.
Восточная часть Южной Дакоты отличается более высоким уровнем осадков и плоским рельефом. Здесь выделяются несколько меньших геологических регионов: Кото-де-Прери, Пересеченные Тилевые Равнины, и долина реки Джеймс. Кото-де-Прери представляет собой плато, ограниченное на востоке долиной реки Миннесота, а на западе бассейном реки Джеймс. Далее к западу в долине реки Джеймс лежат плоские низменности, подвергшиеся высокой степени эрозии. Пересечённые Тилевые Равнины являются зоной холмов и плодородных почв, расположенных в юго-восточной части Южной Дакоты. Большая часть Восточной Южной Дакоты образована слоями, сложившимися в эпоху Плейстоцена, около 2 миллионов лет назад. Более молодые слои явились следствием нескольких оледенений, приведших к образованию холмов и так называемого тиля (глинистых почв).
Западную часть Южной Дакоты занимают Великие Равнины. К западу от реки Миссури лежат более засушливые и холмистые территории, состоящие из равнин, пересеченных оврагами, крутых холмов и останцов. На юге, к востоку от Блэк-Хилс находится Бэдлендс. В формирование рельефа этих мест внесли вклад эрозия, отложения, сформировавшиеся на дне мелководного моря, покрывавшего когда-то эти территории, а также вулканическая деятельность.
Блэк-Хилс расположен в юго-западной части Южной Дакоты и представляет собой массив низких гор, занимающих площадь 16 000 км². Их высота варьирует от 600 до 1200 м. Здесь находится Харни-Пик — высочайшая точка Южной Дакоты (2207 м над уровнем моря). Ядро Блэк-Хилс представляет собой докембрийские отложения возрастом 2 млрд лет, в то время как их внешнее кольцо сформировалось в Палеозое 540—250 миллионов лет назад. Для этой местности характерны известняковые скалы, бывшие в древности берегом внутреннего моря.

### Климат
Климат Южной Дакоты континентальный, выделяются четыре сезона. Зима холодная и сухая, лето жаркое и умеренно влажное. Летом средний максимум температур на территории штата близок к 32 °C, хотя по ночам температура близка к 15 °C. Зимы на большей части территории штата холодные со средней температурой января −12 °C. Самая высокая температура была зафиксирована 15 июля 2006 года (49 °C), самая низкая 17 февраля 1936 года (-50 °C).
Среднегодовая норма осадков варьирует от 381 мм в засушливой западной части штата до 635 мм в более влажной восточной. Летом часто случаются бури с сильными ветрами, громом и градом. Восток штата входит в так называемую Аллею торнадо, каждый год в штате фиксируется около 30 торнадо. Зимой часты метели и снежные бури.

### Гидрология
Миссури — главная река Южной Дакоты, пересекает штат с севера на юг. Миссури перегорожена дамбами, разделяющие её на четыре водохранилища: Оахе (четвёртый по размерам искусственный водоём в США), Шарп, Льюис-энд-Кларк, а также Франсис-Кейс.
Гидроэлектростанции на реке Миссури вырабатывают до половины всей электроэнергии, потребляемой штатом.
В восточной части штата расположено много естественных озёр, возникших во время ледникового периода. Другие важные реки: Шайенн, Джеймс, Биг-Су и Уайт-Ривер. Все они по большей части принадлежат бассейну Миссури.

### Растительный и животный мир
Большая часть Южной Дакоты (за исключением Блэк-Хилс) покрыта травами и злаками и принадлежит экосистемам травянистых сообществ. В долинах рек встречаются листопадные деревья: тополь, вяз, ива.
Из млекопитающих здесь представлены бизоны, олени, вилороги, койоты и луговые собачки. Обыкновенный фазан (птица штата) хорошо адаптировался здесь после того, как был завезен из Китая. Вблизи реки Миссури распространён белоголовый орлан. В реках и озёрах водятся судак, карп, щука и другие виды. В реке Миссури встречается доисторический веслонос.
Растительный и животный мир Блэк-Хллс значительно отличается от прерий. Невысокие горы покрыты соснами и елями, из животных здесь встречаются олени, лоси, снежная коза, лесная куница и пума, а в реках и озёрах водится форель.

### Национальные парки и памятники
В Южной Дакоте расположено несколько территорий, находящихся под управлением Службы Национальных парков США. В юго-западной части штата расположены два национальных парка. Национальный парк Уинд, основан в 1903 году в Блэк-Хилс и представляет собой разветвленную сеть пещер. Бэдлендс создан в 1978 году, его ландшафт включает эрозионные остроконечные скалы, окруженные прериями.
Национальный мемориал Гора Рашмор в Блэк-Хилс создан в 1925 году. Это гигантский барельеф высотой 18,6 метров, представляющий собой скульптурные портреты четырёх президентов США.
Другими национальными памятниками являются карстовая пещера Джуэл, памятные места в честь Экспедиции Льюиса и Кларка, превращенные в музей центр управления и пусковая шахта ракеты «Минитмен» в память о Холодной Войне, а также неоконченный Мемориал Неистового Коня.

## История
Территория современной Южной Дакоты была заселена людьми как минимум несколько тысяч лет назад. Первыми её обитателями были палеоиндейцы, жившие охотой и собирательством, однако приблизительно за 5000 лет до н. э. они исчезли с территории Южной Дакоты. Между 500 и 800 годами н. э. в центральной и восточной части Южной Дакоты обитало полукочевое племя, называемое «Строители насыпей». В начале XIV века произошла так называемая Кроу-Крикская резня — уничтожение индейского поселения в ходе межплеменной войны, когда были убиты сотни мужчин, женщин и детей.
Около 1500 года в долине реки Миссури поселились племена арикара. Первыми европейцами, достигшими Южной Дакоты, стала французская экспедиция братьев Ла Вередри в 1743 году, тогда же эта территория была провозглашена французской, и вошла в состав большой колонии Луизианы. К началу XIX века индейцы арикара были в основном вытеснены племенами сиу.
В 1803 году Франция продала Луизиану США, в число проданных территорий входила и Южная Дакота. Сразу же вслед за этим была организована Экспедиция Льюиса и Кларка, с целью исследовать приобретённые земли. В 1817 году на месте современного Пирра была основана торговая фактория, положившая начало американским поселениям в Южной Дакоте. В 1855 году Форт Пирр был приобретён американской армией, однако в следующем году военный центр был перенесён в находившийся южнее Форт Рэндалл. Американских поселенцев становилось всё больше, и в 1858 году сиу подписали договор, уступающий большую часть современной Южной Дакоты Соединённым Штатам. В это же время были основаны крупнейшие города современной южной Дакоты: Су-Фолс (1856 год) и Янктон (1859 год).
В 1861 году правительство США создало Территорию Дакота, включавшую в себя Северную Дакоту, Южную Дакоту, а также части Монтаны и Вайоминга). Количество переселенцев с восточного побережья и из Европы быстро росло, особенно после окончания строительства железной дороги до Янктона в 1873 году.
В 1874 году военная экспедиция Кастера открыла золото в Блэк-Хилс, после чего старатели начали нелегально проникать на территорию, обещанную племени лакота в рамках Великой резервации сиу. Так как правительство США не остановило белых шахтёров, индейцы начали военные действия, закончившиеся поражением сиу и разделением большой резервации на пять частей. Тем не менее, индейцы сиу продолжали сопротивляться насильственным переселениям в резервации вплоть до 1890 года, когда случился последний крупный конфликт между ними и армией США, известный как Война Пляски Духов.
В конце XIX века в Южную Дакоту из Российской Империи переселились гуттериты, впоследствии расселившиеся по всему Среднему Западу США и Канады.
В 1930-х годах комбинация антропогенных (экстенсивное сельское хозяйство и деградация почв) и природных (засуха) факторов вызвали явление, названное Пыльный котёл. Серия катастрофических пыльных бурь привела к выдуванию огромных масс почвы, до 80 % площади прерий оказалась частично или полностью эрадировано, погибло несколько урожаев. Это явление в сочетании с Великой депрессией привели к оттоку населения из Южной Дакоты. С 1930 по 1940 год численность населения упала на 7 %.
Стабилизация экономики произошла только после вступления США во Вторую мировую войну, потребовавшего мобилизации сельского хозяйства и промышленности. На реке Миссури были построены шесть больших дамб, четыре из них были возведены на территории Южной Дакоты. Это обеспечило контроль над наводнениями, дало гидроэлектроэнергию и повысило рекреационные возможности.
В последующие десятилетия произошла трансформация экономики Южной Дакоты от сельскохозяйственно-ориентированной к большей диверсификации. С 1960-х годов, когда развитие сети межштатных автодорог сделало доступными достопримечательности Блэк-Хилс, начала быстро развиваться индустрия туризма, а с 1981 года начался рост финансового сектора, связанный с переносом Ситибанком центра операций с кредитными картами из Нью-Йорка в Су-Фолс.

## Население
1 июля 2013 года население Южной Дакоты составило 844 877 человек. В сравнении с итогами переписи 2010 года население выросло на 3,8 %.
65,7 % родились в Южной Дакоте, 31,4 % в других штатах США, 0,6 % — в Пуэрто-Рико или от родителей, имеющих американское гражданство за границей, 2,3 % родились в других странах.
7,3 % находятся в возрасте до 5 лет, 24 % — до 18 лет, 14,3 % составляют люди 65 лет и старше. Доля женщин — около 50,2 %. Южная Дакота занимает одно из последних мест среди всех штатов США по количеству и плотности населения.
В расовом плане 84,7 % составляют белые, 8,5 % индейцы, 2,7 % латиноамериканцы, 1,2 % афроамериканцы, 0,9 % азиаты, 1,8 % представители двух и более рас.

### Индейцы
Южная Дакота занимает третье место в США по доле индейцев в населении. Здесь живут индейцы племён сиу. Они составляют большинство в некоторых округах, а пять округов штата целиком находятся на территории индейских резерваций. В штате имеется семь резерваций, уровень жизни, а также доход на душу населения в резервациях сравнительно низок.

### Религия
- Протестанты (61 %)
  - Лютеране (27 %)
  - Методисты (12 %)
  - Баптисты (4 %)
  - Пресвитериане (4 %)
  - Другие протестанты (6 %)
  - Внецерковные христиане (7 %)
- Католики (25 %)
- Не религиозны (8 %)
- Другие религии (3 %)
- Отказались от ответа (2 %)

В религиозной жизни Южной Дакоты доминируют две конфессии. Лютеране (в основном представлены потомками скандинавских иммигрантов) и католики. В 2000 году католическая община насчитывала 181 434 человека, а Евангелическая лютеранская церковь — 121 871.
Южная Дакота делится на две католические епархии: Епархия Су-Фолса и Епархия Рапид-Сити, границей между ними служит река Миссури. Обе епархии входят в Архиепархию Сент-Пола и Миннеаполиса.

### Преступность
В 2008 году в Южной Дакоте было зарегистрировано 14 854 преступления, включая 26 убийств. На территории штата разрешена смертная казнь — c 1976 года в Южной Дакоте было казнено пятеро приговоренных к смерти.

## Экономика
Валовой продукт Южной Дакоты в 2010 году составил 39,8 млрд долларов, один из самых маленьких в США. Доход на душу населения — 38 865 $ (25-е место в США). 12,5 % населения находятся за чертой бедности. Уровень безработицы составляет 4,7 %.
Основной отраслью экономики штата является сфера услуг, включающая в себя розничную торговлю, финансы и индустрию здравоохранения. Важным сегментом экономики также являются государственные расходы, на них приходится более 10 % валового продукта штата. База ВВС «Эллсворт», расположенная в 16 км от Рапид-Сити — второй по значимости работодатель штата.
Сельское хозяйство исторически было важнейшей отраслью экономики штата и, несмотря на быстрое развитие других секторов в последние десятилетия, по-прежнему сохраняет свои позиции, особенно в сельских районах. Важнейшими продуктами сельского хозяйства Южной Дакоты являются крупный рогатый скот, свиньи, кукуруза, соевые бобы и пшеница. Развиты мясная промышленность и производство этилового спирта (Южная Дакота — шестой по значимости производитель этанола в США).
Важную роль в экономике играет туризм. Ежегодно штат посещает большое число туристов, которых привлекают национальные парки, достопримечательности (такие как гора Рашмор) Южной Дакоты, а также одно из важнейших событий в жизни штата — ежегодное Мотоциклетное ралли в Стурджисе. В 2006 году туризм создавал 33 000 рабочих мест и принёс штату 2 млрд $ дохода.

### Энергетика
На реке Миссури расположены крупные ГЭС, дающие 45 % всей потребляемой энергии в Южной Дакоте. Остальное приходится на ТЭС, работающих на угле (47 %), природном газе (5 %) и нефти (1 %). На возобновляемые источники энергии, такие как ветряные электростанции, приходится 2 % производства энергии. Потребление электроэнергии возрастает на 2 % каждый год.
Южная Дакота считается одним из самых перспективных штатов для развития ветряной энергетики.

### Полезные ископаемые
Расположенный в горах Блэк-Хилс золотой рудник Хоумстейк до своего закрытия в 2002 году был самым большим золотым рудником на территории США. В Южной Дакоте ведутся карьерные разработки камня, песка и гравия. Имеются запасы бурого угля и урана, а также небольшие запасы нефти и природного газа.

## Транспорт
Общая протяжённость межштатных магистралей, проходящих через территорию Южной Дакоты составляет 1092 км. Две главные магистрали, идущие через штат: I-90 (проходит с востока на запад по южной части штата) и I-29 (идёт с севера на юг, в восточной части Южной Дакоты).
Железнодорожный транспорт играет важную роль в транспортной системе Южной Дакоты с середины XIX века. В XIX-м и начале XX века в штате было построено 7110 км железных дорог, однако на сегодняшний день продолжают использоваться только 2960 км. Крупнейшая железная дорога Южной Дакоты — BNSF Railway. Пассажирских железнодорожных перевозок в штате нет.

## Города
Су-Фолс — крупнейший город Южной Дакоты с населением 158 000 человек (население агломерации 238 000). Город основан в 1856 году и расположен на юго-востоке штата. В сфере экономики наибольшее значение имеют розничная торговля, финансы и здравоохранение.
Рапид-Сити — второй по численности населения город, насчитывает 67 000 жителей (агломерация — 125 000). Он расположен на восточной границе региона Блэк-Хилс и основан в 1876 году. Экономика Рапид-Сити основана на туризме и обслуживании базы ВВС «Эллсворт».
Абердин — третий город штата с населением 25 000 человек (агломерация 39 000). Город расположен на северо-востоке штата и был основан в 1881 году.
Остальные семь крупнейших городов штата: Уотертаун (20 350), Брукингз (20 184), Митчелл (14 747), Пирр (14 072), Янктон (13 866), Хьюрон (11 281), Вермиллион (10 417). Пирр — столица штата, в Брукингзе и Вермиллионе расположены два главных университета Южной Дакоты. Из десяти крупнейших городов штата только Рапид-Сити находится к западу от реки Миссури.

## Политика и органы власти

### Правительство
Как и в других штатах США, в основу политической системы Южной Дакоты положен принцип разделения властей на исполнительную, законодательную и судебную ветви. Структура властей штата изложена в Конституции Южной Дакоты, являющейся высшим законом штата. Конституция может быть изменена большинством голосов обеих палат законодательной власти, либо по инициативе избирателей.
Губернатор Южной Дакоты представляет исполнительную ветвь власти. Согласно Конституции, он имеет право подписывать законы, а также налагать вето на решения законодательного органа. Губернатор является главнокомандующим Национальной гвардии Южной Дакоты и формирует кабинет. Он имеет право смягчать судебные приговоры, а также может принять решение о помиловании осужденных. Губернатор избирается на 4 года и не более чем на два срока подряд. Действующий губернатор Южной Дакоты республиканец Ларри Роден.
Законодательную власть штата представляют Сенат, состоящий из 35-ти членов, и Палата представителей (70 членов). Южная Дакота делится на 35 избирательных округов, каждый из которых избирает двух членов Палаты представителей и одного сенатора. Законодательные органы собираются на ежегодную сессию, начинающуюся во второй вторник января и продолжающуюся 30 дней. Они также могут собраться на особую сессию, созванную губернатором.
Судебная ветвь власти состоит из нескольких уровней. Верховный суд штата, в составе четырёх судей и верховного судьи, представляет высший уровень судебной власти. Ниже находятся суды округов, 38 окружных судей служат в семи судебных округах штата. Низшим звеном судебной системы являются мировые судьи, разбирающие мелкие уголовные и гражданские дела.

### Представительство в федеральных органах власти
На федеральном уровне Южную Дакоту представляют сенаторы Тим Джонсон и Джон Тун, место штата в Палате представителей занимает Кристи Ноэм. Джонсон — демократ, Тун и Ноэм — республиканцы. Южная Дакота — один из семи штатов, имеющих только одно место в Палате представителей.
На президентских выборах Южная Дакота располагает тремя из 538-ми голосов выборщиков. Как и во всех штатах, кроме Небраски и Мэна, голоса выборщиков Южной Дакоты не разделяются, а полностью переходят победившему кандидату.

### Политическая жизнь
Южная Дакота считается традиционалистским, консервативным, республиканским штатом. На восьми последних выборах губернатора неизменно побеждал кандидат республиканцев. Республиканцы также удерживают большинство в Сенате и Палате представителей Южной Дакоты в течение тридцати лет (с небольшими перерывами).
В последнее время индейцы Южной Дакоты проявляют значительную политическую активность на всех уровнях избирательной системы. Так, на выборах 2002 года именно голоса индейцев позволили кандидату от демократов Тиму Джонсону победить с незначительным перевесом голосов.

## Образование
На 2006 год в начальных и средних школах обучались 136 872 ученика, из них 120 278 в бесплатных общественных школах. В штате имеется 703 школы (не считая частных), что делает Южную Дакоту штатом, с наибольшим количеством школ на душу населения в США. 84,6 % взрослых жителей штата имеют среднее образование, 21,5 % — высшее.
Средняя зарплата учителя в Южной Дакоте составляет 36 673$, что значительно ниже среднего уровня в США. По этому показателю Южная Дакота занимает последнее место среди всех штатов.
В штате имеются два университета. Университет штата Южная Дакота расположен в Брукингзе (ок. 12 700 студентов) и является крупнейшим в штате. Университет Южной Дакоты находится в Вермиллионе (ок. 10 000 студентов), это старейшее учебное заведение Южной Дакоты, единственное в штате, готовящее врачей и юристов. Имеется также несколько частных университетов.

## Культура
Культура Южной Дакоты большей частью восходит к эпохе покорения Дикого Запада, индейским и европейским корням. Столица округа Лоуренс город Дедвуд, основанный в 1875 году близ золотых приисков Блэк-Хиллс, является популярным у туристов городом-музеем, получающим также немалые доходы от легально действующего в нём казино. Ежегодно в штате проходят различные события, посвящённые этническому и историческому наследию, такие как Синко де Майо и День Святого Патрика в Су-Фоллс, «Чешский день» в Таборе, «День 76-ти» в Дэдвуде и пр. Также каждый год в штате проходят многочисленные пау-вау — собрания индейцев. В государственном парке Кастера регулярно проводится «Сгон бизонов», когда тысячи желающих на лошадях собирают в стадо живущих в парке около полутора тысяч бизонов.
Одним из самых известных писателей в Южной Дакоте считается Лаура Уайлдер, чьи полу-автобиографические книги рассказывают о её детстве и юности, проведённых на фронтире Дикого Запада. Целый ряд её книг основан на воспоминаниях о годах проведённых в городке Де Смет в Южной Дакоте.

## Средства массовой информации
Первая газета Южной Дакоты (Dakota Democrat) начала выходить в Янктоне в 1858 году. Сегодня крупнейшей газетой штата является Argus Leader, она издаётся в Су-Фолсе, воскресный тираж 63 701, в остальные дни — 44 334. Второй по тиражу газетой является The Rapid City Journal, воскресный тираж 32 638, в остальные дни 27 827. Другие газеты штата: Aberdeen American News, Watertown Public Opinion, Huron Plainsman и Brookings Register.
Первые телевизионные передачи в Южной Дакоте начала компания KELO-TV в 1953 году. Сегодня в Южной Дакоте имеется девять станций телевизионного вещания. Общественное Телевидение Южной Дакоты ведет вещание в разных городах на территории штата, остальные каналы базируются в Су-Фолсе и Рапид-Сити. Два крупнейших телевизионных канала в Южной Дакоте — Sioux Falls-Mitchel (его аудитория около 246 000 зрителей, 114-е место среди всех телеканалов США)) и Rapid City (около 90 000 зрителей, 177-е место в США).

## Достопримечательности
- Мемориал Неистового Коня
- Национальный мемориал Гора Рашмор
- Национальный парк Бэдлендс